# 大樟樹與白蛇
大樟樹（邵語：Shakish），是台灣邵族傳說中一棵位於拉魯島的巨樹，不僅樹齡高、還有兩條白蛇居住在其中。

## 外表
大樟樹生長在拉魯島上，高約二十公尺（一說三丈多約十公尺）、周圍約四公尺（約一丈多），樹蔭覆蓋的土地有十幾畝，樹心是空的、根部則有樹洞，據說在日治時期時已經有六百多年的樹齡了；而它的樹洞中有兩條白蛇棲息其中，長約四公尺（一說兩丈多約六公尺）。

## 傳說
據說那兩條白蛇經常在晚上的時候出來玩、吃附近居民的家畜甚至小孩，因此讓眾人相當害怕、邵族則奉牠們為神，然而，在1916年的某天，兩條白蛇卻突然橫越日月潭、往土崙尾（鹿谷鄉）的方向移動、就此失蹤，大樟樹則在同一天晚上的大雷雨中被雷電擊倒（一說被日本人砍伐）。後來日本人在玉島（拉魯島）上建立玉島神社時，在主祭神市杵島姬命的祠堂旁邊又建了一個祭祀白蛇的側殿，並且在牌位下方的座壟中挖一個大洞供白蛇回來時棲息。